# Morawy (województwo mazowieckie)
Morawy – wieś sołecka w Polsce położona w województwie mazowieckim, w powiecie mławskim, w gminie Stupsk.
Wierni Kościoła rzymskokatolickiego należą do parafii św. Wojciecha w Stupsku.
W latach 1975–1998 miejscowość administracyjnie należała do województwa ciechanowskiego.